# Dykyta
Dykyta je soubor lidových písní a tanců, který působí od roku 1988 ve středočeském Přerově nad Labem. Svůj repertoár čerpá z oblasti Polabí, středních Čech i jiných českých regionů.
K hlavním cílům souboru patří uchovávání a rozvoj kulturních tradic regionu a předávání zkušenosti mladším generacím. V Dykytě aktivně působí v průměru 30 členů. Její kapela hraje na troje housle, dvě violy, kontrabas, dva klarinety a flétnu. 
Soubor vede Josef Sluka.
Domovskou scénou souboru je nově zrekonstruovaný sál „U Kotápišů“ nedaleko skanzenu v Přerově nad Labem.